# Теудис
Теудис је био визиготски краљ у Хиспанији од 531. до 548.
Након смрти Амалариха, последњег изданка Балти династије, остроготски великаш и бивши војсковођа Теодорика Великог био је изабран за краља. Он је преселио визиготску престоницу из Нарбона у Барселону.
Током његове владавине, издат је јединствен законик, први од Еуриховог. Прокламован је новембра 546. године и садржао је бројне римске цитате.
Године 541. морао је да се супротстави Францима и двојици њихових краљева Хлодовеху и Хлотару I који су прешли Пиринеје, опљачкали Памплону и опседали Сарагосу пуних 49 дана. Након успешне одбране градова, Теудис је истерао Франце са визиготске територије. То је уједно био и први пут да су Визиготи победили Франке. 
С друге стране, није пошао у одбрану Сеуте коју су Византинци опседали с мора и с копна 542. године.
Године 548. у краљевској палати у Барселони убио га је нови претендент на визиготски престо, Теудигисил, гроф који је одсекао одступницу Франачких краљева на Пиринејима и однео прву визиготску победу над Францима.
Теудис је издао и Закон о судским трошковима који се односио искључиво на хиспаноримске судове. Овим законом се одређивала највиша сума коју су стране у судском поступку могле добровољно да плате пре суђења, а у циљу спречавања подмићивања судских службениика.